# Техніко-економічний аналіз
Техніко-економічний аналіз (англ. technical-economical analysis, нім. betriebswirtschaftliche Auswertung (BWA)) — комплексне дослідження виробничо-господарської діяльності галузей матеріально-виробничого об'єднання, підприємств та їх підрозділів для виявлення впливу розвитку техніки, технології та організації виробництва на виробничо-господарську практику.
Мета техніко-економічного аналізу — оцінка господарської діяльності, виявлення причинних взаємозв'язків і взаємодії різних факторів техніки та економіки, резервів виробництва, опрацювання заходів для раціоналізації використання ресурсів.
Техніко-економічний аналіз — це, в основному, внутрішньогосподарський аналіз. ВІн передбачає аналіз дослідження діяльності усіх структурних підрозділів підприємства, служб, цехів, дільниць, бригад і окремих робочих місць. Джерелом інформації для такого аналізу є планово-нормативні дані, матеріали оперативного, бухгалтерського обліку, позаоблікові дані. Техніко-економічний аналіз проводиться щоденно, за декаду, місяць, квартал, рік до складання підсумкової звітності.
Техніко-економічний аналіз виконують економісти, інженерно-технічні працівники, робітники та органи управління за даними оперативної і періодичної звітності.

## Інтернет-ресурси
- Техніко-економічний аналіз: методи та прийоми економічного дослідження.